# Parroquia El Paraíso (Caracas)

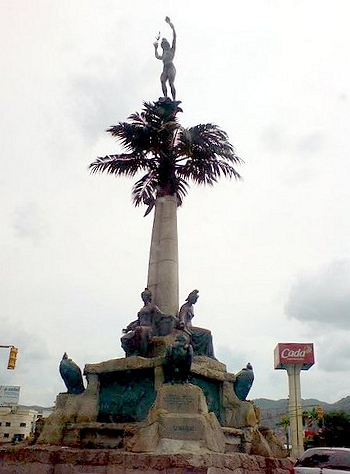
Monumento a La India del Paraíso o redoma de la India.

La Parroquia El Paraíso es una de las 22 parroquias del Municipio Libertador del Distrito Capital de Venezuela y una de las 32 parroquias de Caracas.

## Historia
Buena parte de lo que ocupa hoy la Parroquia El Paraíso pertenecía a la Hacienda Eches Zurría. El crecimiento del área comenzó por iniciativa del presidente de la República Joaquín Crespo el 28 de julio de 1895, aunque previamente Antonio Guzmán Blanco había sentado las bases para su poblamiento con la construcción del Puente Hierro que unía Santa Rosalía, entonces el sur de Caracas, con lo que hoy se conoce como Las Flores de Puente Hierro. El poblamiento del área cobra auge real en 1904, cuando el presidente Cipriano Castro muda su residencia a la Mansión Villa Zoila de estilo parisino según diseño de Alejandro Chataing. 
A ello le siguió la construcción de viviendas de la alta sociedad caraqueña en la nueva urbanización como la imponente Quinta Las Acacias de la familia Boulton, el Club Venezolano Alemán, la plaza Madariaga, el Estadio Nacional y el Hipódromo de El Paraíso (inaugurado el 9 de febrero de 1908). Alberto Smith instala las primeras quintas prefabricadas un método constructivo novedoso en Latinoamérica. El crecimiento que había experimentado El Paraíso logró que el 6 de junio de 1995, a petición del Concejal Héctor Urgelles, las parroquias La Vega, San Juan y Santa Teresa tuvieran que ceder parte de sus jurisdicciones para la creación de la Parroquia El Paraíso. Sin embargo, la zona ya era conocida como El Paraíso antes de que se creara la parroquia.

## Geografía
Está ubicada al suroeste del centro histórico del Municipio Libertador. Limita al norte con las parroquias Santa Teresa, San Juan y Sucre; al sur con las parroquias Santa Rosalía y La Vega; al este con la Parroquia Santa Rosalía; y al oeste limita con la Parroquia Antímano.
Según el INE, tenía una población de 114.820 habitantes en 2007 y se estima que en 2015 tendrá una población de 120.140 habitantes, de modo que es una de las parroquias con mayor tasa de crecimiento demográfico del Municipio Libertador. 
Entre los principales espacios públicos con los que cuenta El Paraíso destacan: la Plaza Páez, la Plaza Madariaga, la Plaza Washington, la Plaza O`Higgins, la Plaza Artigas, el Monumento a Carabobo (conocido como Plaza La India de El Paraíso), la Plaza Los Leones, la Plaza Las Banderas, la Plaza Guzmán Blanco, la Plaza Alejandro Petión, la Villa Zoila, la Basílica de Coromoto,  el Parque La Paz, el Parque Zoológico El Pinar, el Centro Vasco, y el Parque Naciones Unidas.
Actualmente, el Paraíso se compone en su mayoría de zonas residenciales, aunque en los últimos años ha crecido mucho el número de comercios en la parroquia. El índice de delincuencia y de pobreza es más bajo que el de las parroquias aledañas del oeste de la ciudad.

## Economía
Esta parroquia, tiene diversos lugares comerciales como el Centro Comercial Galerías El Paraíso, el Centro Comercial Multiplaza Paraíso, el Centro Comercial Páez, Supermercados, clubes privados.

## Educación
En el Paraíso existen varias instituciones educativas de preescolar, primaria, básica y diversificada como es el caso del Colegio San Jorge, Colegio La Concepción, Colegio San Agustín, Colegio Teresiano, el Colegio Del Ave María, entre otros, además de la famosa e importante sede de la Universidad Pedagógica Experimental Libertador (popularmente conocida como el pedagógico), el rectorado y la sede de postgrado de la Universidad Santa María,  y otros núcleos de institutos Universitarios (Extensión Caracas del Instituto Universitario de Tecnología Elías Calixto Pompa (IUTECP), CUAM, Fermín Toro, IUTIRLA, entre otros).

## Deporte
En la parroquia se encuentran tres grandes centros deportivos del Municipio Libertador de Caracas: el Parque Naciones Unidas (sede de Cocodrilos de Caracas y Mágicos de Caracas), el Estadio Brígido Iriarte (sede de Atlético Venezuela, Estudiantes de Caracas y Metropolitanos FC) y el Cocodrilos Sports Park (una instalación privada vinculada al Caracas Fútbol Club).

## Transporte
El emblema o símbolo de El Paraíso, es el Monumento a Carabobo o La India del Paraíso de Eloy Palacios, la cual es centro de fortísima obstrucción del tráfico, ya que en ella confluyen cinco principales y congestionadas vías: la Avenida José Antonio Páez, la Avenida Teherán, la Avenida O'Higgins, la Avenida Guzmán Blanco (Cota 905) y la vía de entrada a la Parroquia La Vega. 
La vía más importante de la zona es la Avenida José Antonio Páez, la cual recorre en sentido de suroeste a noreste, desde el Monumento a Carabobo, hasta la Plaza Madariaga y el distribuidor que la comunica directamente con la Autopista Francisco Fajardo en dirección al este, y con el centro histórico de la ciudad. La Avenida Páez es una arteria vial sumamente congestionada, ya que es la vía que recorre el linde sureste de la parroquia, el cual limita con una montaña. Es en esta avenida donde se ha desarrollado con más fuerza el comercio, con tiendas, kioscos, e incluso puestos de economía informal mejor conocidos como buhoneros. 

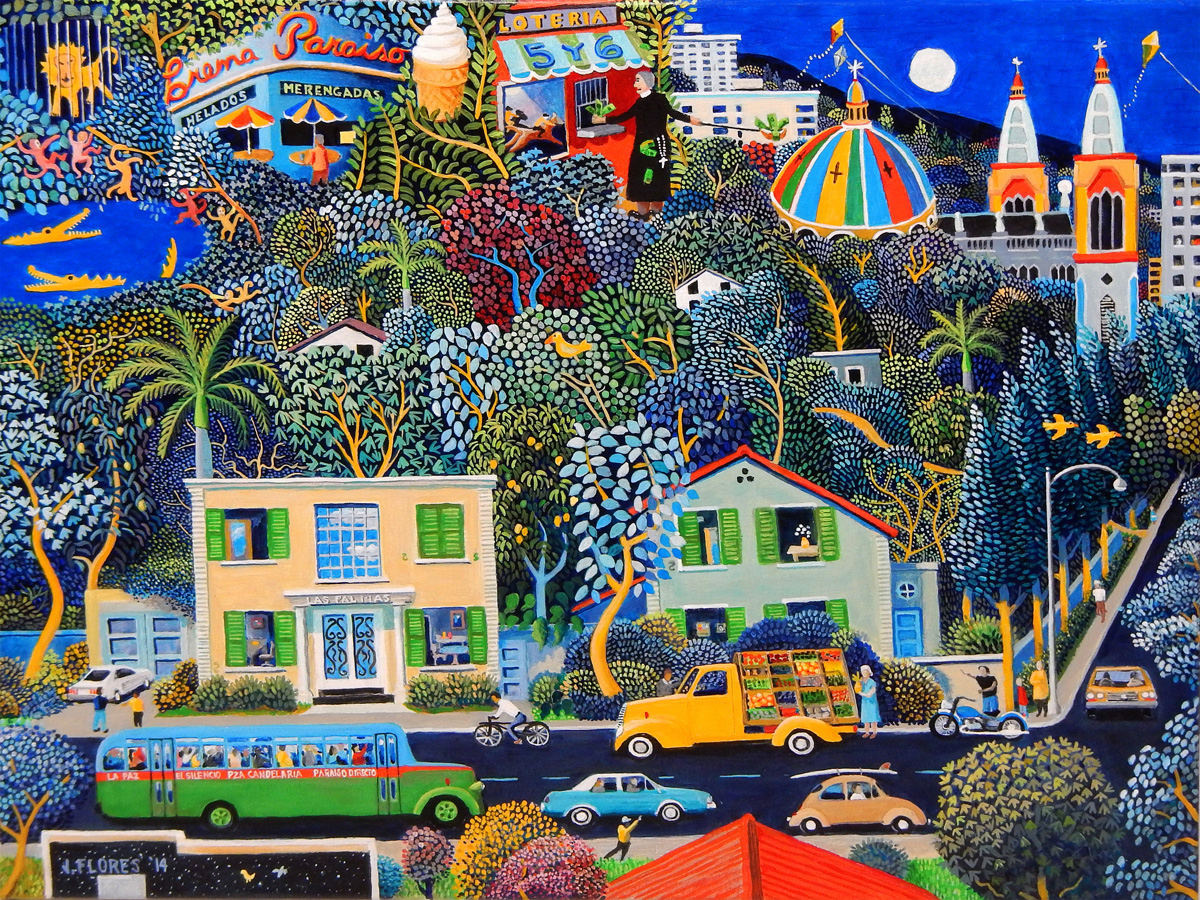
Avenida "B" del Pinar 1970s

Otras de las vías que parten de la India del Paraíso es la Avenida Teherán, que vendría siendo una prolongación de la Avenida Páez. Esta arteria vial algo menos congestionada que la primera, comunica la parroquia El Paraíso con las urbanizaciones de clase media Montalbán y Juan Pablo II. También está la Avenida O'Higgins, que va desde la India del Paraíso hasta el Puente de los Leones (elevado que cruza la Autopista Francisco Fajardo por arriba) y constituye el límite entre la Urbanización Montalbán I (del lado oeste) Parroquia La Vega y la Urbanización La Paz, del lado este en la Parroquia El Paraíso. La Avenida O'Higgins comunica La India del Paraíso, en sentido sureste-noroeste; con las Urbanizaciones Bella Vista, Vista Alegre, Colinas de Vista Alegre y La Yaguara. El Paraíso cuenta también con tres Estaciones del Metro de Caracas: (La Yaguara, La Paz y Artigas) y con un terminal de Metrobús en la Estación La Paz.
El Paraíso también posee el Hospital Central del I.V.S.S. conocido como El Hospital "Dr. Miguel Pérez Carreño". 
Otra importante arteria vial es la Avenida Guzmán Blanco, también conocida como Cota 905. Es una vía con curvas, generalmente con tráfico vehicular, en las inmediaciones de la montaña, a 905 m s. n. m. Es una vía enclavada en el pulmón vegetal del Paraíso desde la India del Paraíso hasta la zona conocida como El Cementerio, en la Parroquia Santa Rosalía. En varios puntos a lo largo de esta vía, en los sectores montañosos y silvestres, se han construido arbitrariamente grandes cúmulos de viviendas de personas de bajos recursos. Uno de estos barrios es San Miguel. En esta arteria vial están ubicados el Parque Zoológico El Pinar, los clubes de la extinta Policía Metropolitana y la Policía Nacional Bolivariana y el Cocodrilos Sport Park. 
Además de El Puente de los Leones, también está el elevado Puente 9 de diciembre (de la Avenida Washington, vía que atraviesa la Avenida Páez y la Avenida Las Fuentes, se eleva sobre la autopista y comunica con la Avenida San Martín y la zona de Artigas) y el Puente Santander (de la avenida homónima, la cual parte de la Páez y desemboca en la San Martín, al norte de la Autopista).
El Paraíso, además tiene la Avenida Las Fuentes que cruza la parte norte de la parroquia, inicia desde el Parque La Paz y termina en un cruce con la Avenida José Antonio Páez, esta avenida también es víctima del tráfico, por su cercanía a la Autopista Francisco Fajardo, y esta generalmente congestionada entre las 6 y 8 de la mañana.
En el Paraíso está ubicada la sede principal de la Comandancia General de la Guardia Nacional de Venezuela.